# Ряжское городское поселение
Ряжское городско́е поселе́ние — муниципальное образование в Ряжском районе Рязанской области Российской Федерации.
Административный центр — город Ряжск.

## История
Статус и границы городского поселения установлены Законом Рязанской области от 7 октября 2004 года «О наделении муниципального образования Ряжский район статусом муниципального района, об установлении его границ и границ муниципальных образований, входящих в его состав».

## Население
| 2009    | 2010    | 2012    | 2013    | 2014    | 2015    | 2016    |
| ------- | ------- | ------- | ------- | ------- | ------- | ------- |
| 22 102  | ↘21 674 | ↗21 800 | ↘21 784 | ↘21 673 | ↘21 666 | ↗21 701 |
| 2017    | 2018    | 2019    | 2020    | 2021    | 2023    |         |
| ↘21 623 | ↘21 457 | ↘21 189 | ↘20 936 | ↘20 634 | ↘20 197 |         |

## Состав городского поселения
| № | Населённый пункт | Тип населённого пункта        | Население |
| - | ---------------- | ----------------------------- | --------- |
| 1 | Ряжск            | город, административный центр | ↘20 197   |